# Kumaré
Kumaré ist ein US-amerikanischer Dokumentarfilm des Regisseurs Vikram Gandhi.
Um den Film zu drehen, verwandelte sich der amerikanische Filmemacher Vikram Gandhi in Sri Kumaré, einen erleuchteten Guru aus einem fiktionalen Dorf in Indien. Er nahm einen falschen indischen Akzent an und ließ sich Haare und Bart wachsen.
Im Film reist Kumaré nach Arizona, um seine erdachte Philosophie zu predigen und ernsthafte Jünger zu finden.
Kumaré hatte seine Premiere 2011 auf dem Filmfestival South by Southwest, wo er den Publikumspreis für die beste Dokumentation erhielt. Gandhi hatte die Idee, einen Guru zu erfinden, als er einen Film über Yogi drehte.

## Rezeption
Kumaré erhielt gute Kritiken. Viele Kritiker hielten aber auch die falsche Identität einerseits für unmoralisch, andererseits zeige der Film aber auch die Folgen von Manipulation.
Viele verglichen die Figur des Kumaré mit Sacha Baron Cohens Borat. Gute Kritiken gaben Stephen Holden von der New York Times und Roger Ebert von der Chicago Sun-Times ab. Sie lobten die Botschaft des Films.